# 지오코딩
지오코딩(Geocoding)은  고유명칭(주소나 산,호수의 이름등)을 가지고 위도와 경도의 좌표값를 얻는 것을 말한다. 이처럼 고유명칭이나 개별이름등을 가지고 검색하는 것과는 달리 반대로 위도와 경도값으로부터 고유명칭을 얻는것은  리버스 지오코딩(reverse Geocoding)이된다.
일반적으로 지도상의 좌표는 위도,경도의 순서로 좌표값을 가지나 GeoJSON처럼 경도,위도의 순서로 좌표값을 표현하는 경우도 있다.
또한 [위도,경도,고도]의 GCS처럼 위도와 경도의 좌표에 고도 값을 지원하는 지오코딩을 사용하는 경우도 있다.

## 같이 보기
- GeoJSON
- 지리좌표 거리